# グイード1世・ディ・スポレート
グイード1世・ディ・スポレートまたはグイドーネ（Guido I da Spoleto / Guidone, ? - 860年）は、スポレート公（在位：842年 - 860年）である。息子にイタリア王でローマ皇帝となったグイード3世・ダ・スポレートがいる。ムラトーリ（en）の著書の843年の項には、グイードはスポレート侯をしていたとされており、ブリツィオによればイヴレーア侯をしていたという。

## 生涯
834年にはロタール1世の側近の1人であったナント伯ランベール1世の息子として言及されている。840年の皇帝ルートヴィヒの死去により、ロタリンギアにあるメットラハの修道院を与えられた。シコーネ1世ディ・ベネヴェントの娘、イッタと結婚。
843年には839年のシカルド公の暗殺に続いたベネヴェント内戦に、義理の兄弟であるシコノルフォの求めに応じて介入した。様々な抗争において1度ならず仲裁人として介入を行ったが、結局ロタールの後継人ルートヴィヒ2世でなければ紛争を終結させることはできなかった。
846年にはサンピエトロの略奪を行ったサラセン人を、独力でラーツィオの外へ追いやることに成功した。
858年、グイードはカープア伯ランドーネ1世に対し敗北したアデマーロ・ディ・サレルノを支持し、この功によりカープア伯の兄弟であるランデルノルフォ1世・ディ・テアーノに奪われたリーリ渓谷とソーラとアルピーノの支配をまかされた。
860年に死去、長子ランベルト1世がスポレート公位を継承した。

## 子女
イッタ・ディ・ベネヴェントとの間に以下の子女をもうけた。
- ロチルデ - トスカーナ辺境伯アダルベルト1世と結婚
- ランベルト1世 - スポレート公（859年 - 871年、876年 - 880年）
- グイード3世 - イタリア王